# Стефан Минков
Доц. д-р Стефан Маринов Минков е български учен, историк. Член на редакционната колегия на университетското научно списание „Любословие“.

## Биография
Стефан Минков е роден в град Лясковец, Народна република България. Завършва Езикова гимназия „Професор доктор Асен Златаров“ град Велико Търново, а след това специалност „История“ във Великотърновлкия университет. От 1996 г. работи в ШУ „Епископ Константин Преславски“. През 1992 г. става член на ВМРО – Съюз на македонските дружества.
През 1995 г. работи като редактор на общински вестник „Зов“ в гр. Лясковец и секретар на читалище „Напредък“ в същия град.